# Beriskölbergets naturreservat
Beriskölbergets naturreservat är ett naturreservat i Malung-Sälens kommun och Mora kommun i Dalarnas län.
Området är naturskyddat sedan 2019 och är 211 hektar stort. Reservatet omfattar Beriskölberget och sjön Sigsjön samt skog och våtmarker norr och öster därom. Reservatet består av granskog äldre barrskog och i öster av glesa tallskogar mellan små tjärnar.